# Cheiracanthium furculatum
Cheiracanthium furculatum là một loài nhện trong họ Miturgidae. Loài này phân bố ở Zimbabwe.
Loài này thuộc chi Cheiracanthium. Cheiracanthium furculatum được Ferdinand Karsch miêu tả năm 1879.